# Fraconalto
Fraconalto és un municipi situat al territori de la província d'Alessandria, a la regió del Piemont, (Itàlia).
Limita amb els municipis de Busalla, Campomorone, Mignanego, Ronco Scrivia i Voltaggio.
Pertanyen al municipi les frazioni de Castagnola, Molini, Tegli, Banchetta, Borgo Sereno, Campilunghi, Casasse, Chiappa, Freccia, Lià, Masareta, Pian dei Grilli i Sereta.

## Galeria fotogràfica

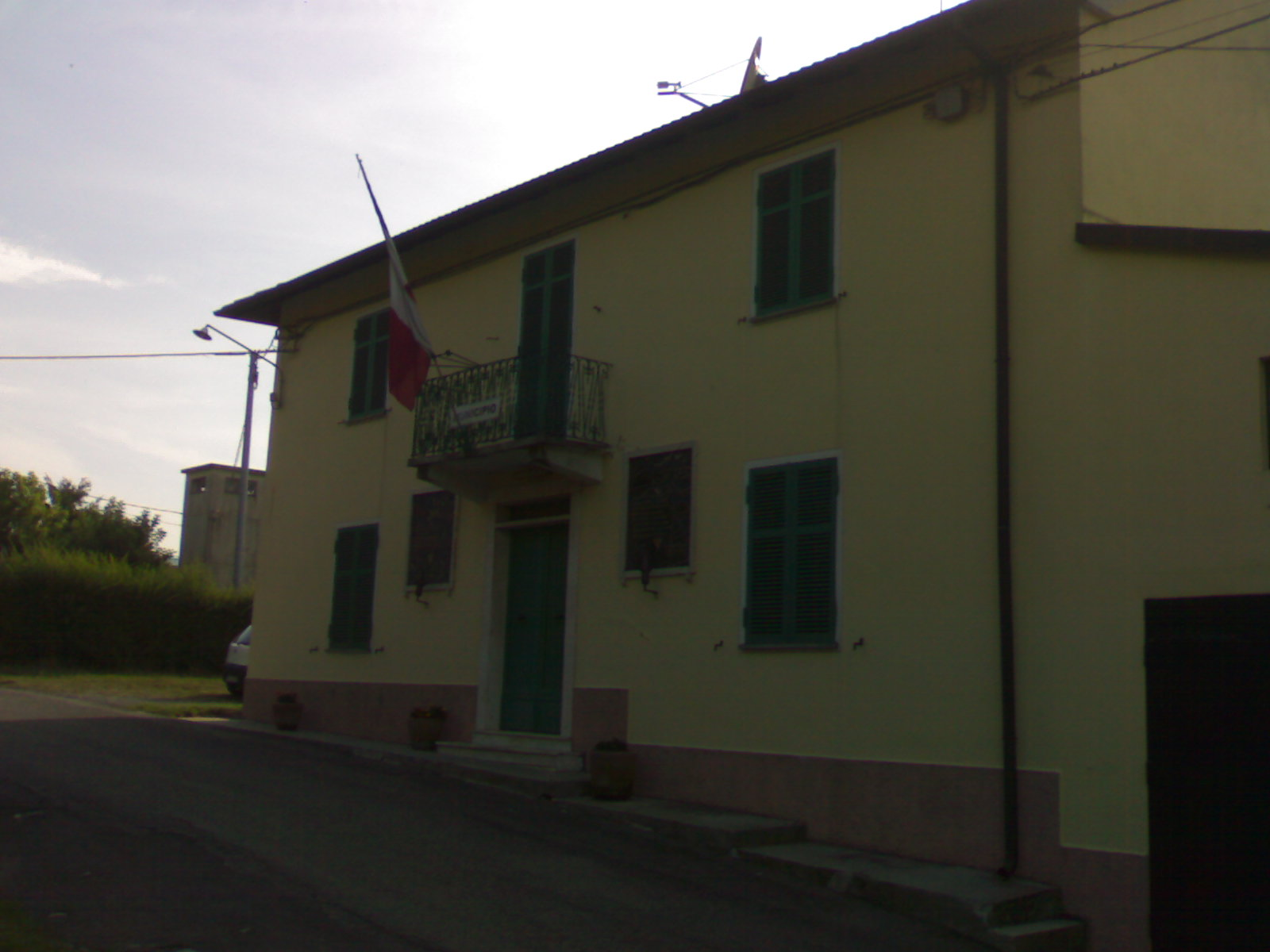
Ajuntament
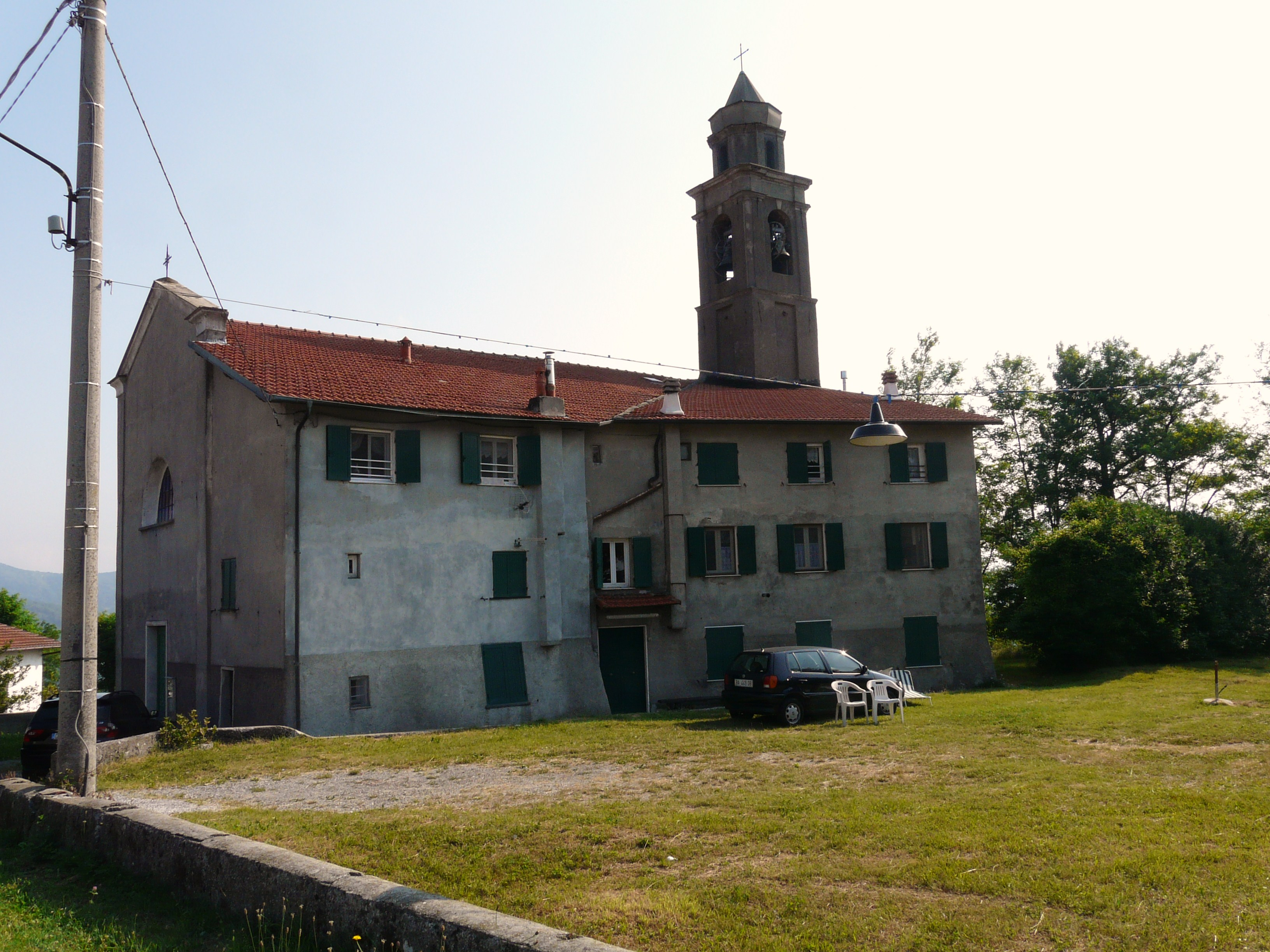
Església de Tegli
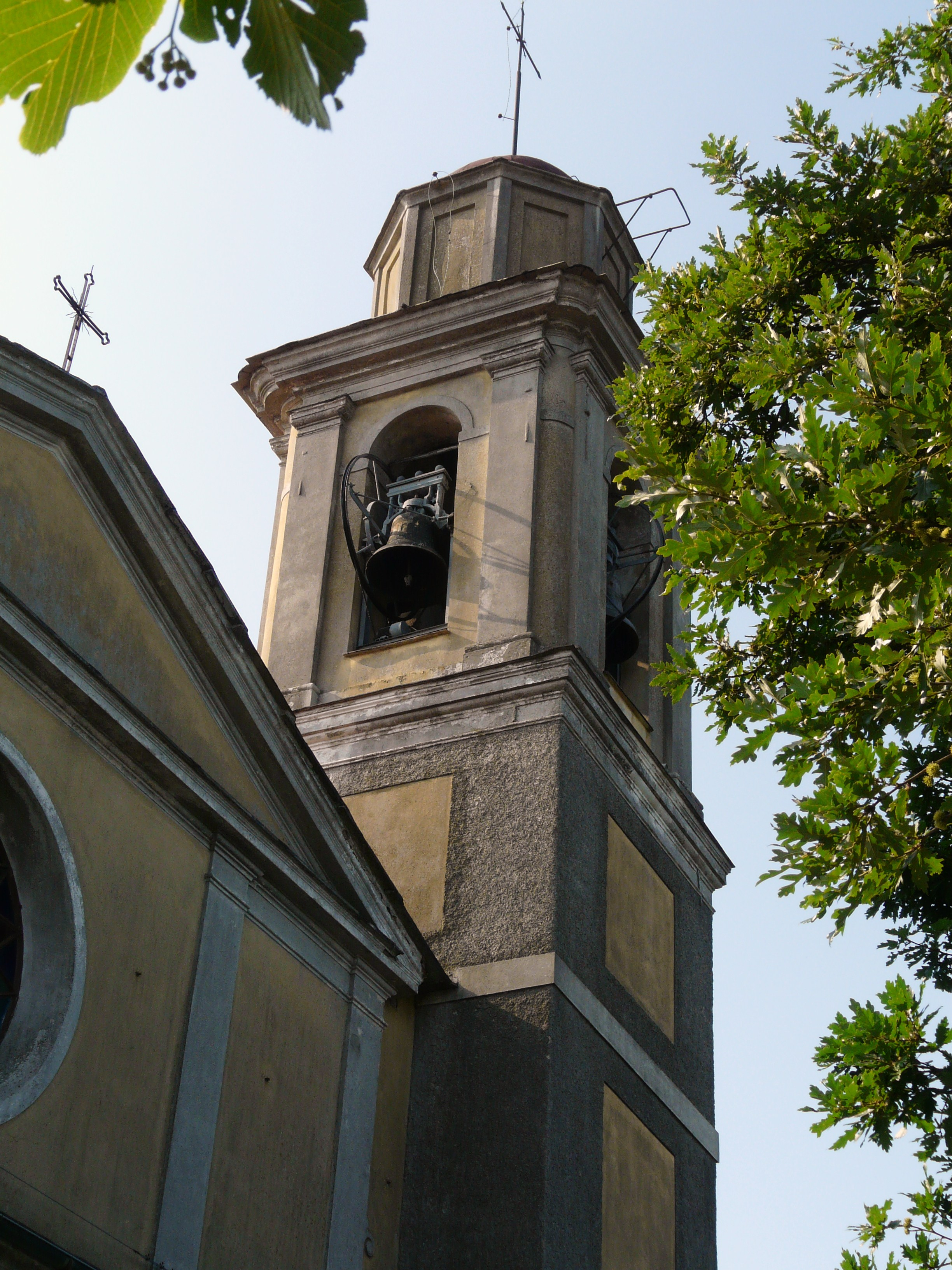
Església de Franconalto